# Elvira
Elvira ist ein weiblicher  Vorname.

## Herkunft und Bedeutung
Der Vorname Elvira ist spanischer Herkunft. Über den weiteren Ursprung und die Bedeutung gibt es verschiedene Theorien, die den Namen entweder auf das Westgotische oder das Arabische zurückführen. Keine dieser Theorien ist allgemein akzeptiert.
Zur Verbreitung des Namens in der Neuzeit hat die Oper Don Giovanni von Mozart beigetragen.
Eine männliche Form des Namens, die vor allem in Bosnien-Herzegowina vergeben wird, ist Elvir.

## Varianten
- Elvyra (litauisch)
- Elwira (russisch, sorbisch)

## Namensträgerinnen
- Elvira Bach (* 1951), deutsche Künstlerin
- Elvīra Baldiņa (1919–2025), sowjetisch-lettische Schauspielerin (Künstlerinnenname)
- Elvira Betrone (1881–1961), italienische Schauspielerin
- Elvira Cervera (1923–2013), kubanische Schauspielerin
- Elvira Dones (* 1960), albanische Schriftstellerin, Drehbuchautorin und Dokumentarfilmerin
- Elvira Drobinski-Weiß (* 1951), deutsche Politikerin
- Elvira Eisenschneider (1924–1944), deutsche Widerstandskämpferin
- Elvira Fischer (* 1954), deutsche Leichtathletin
- Elvira Fortunato (* 1964), portugiesische Physikerin, seit März 2022 Ministerin für Wissenschaft und Hochschulbildung in Portugal
- Elvira Gascón Vera (1911–2000), mexikanische Künstlerin
- Elvira Glaser (* 1954), deutsche Germanistin
- Elvira Grözinger (* 1947), deutsche Literaturwissenschaftlerin, Publizistin und Übersetzerin
- Elvira Gross (1954–2005), deutsche Botanikerin
- Elvira Grudzielski (* 1950), deutsche Heimatforscherin
- Elvira Herzog (* 2000), Schweizer Fußballnationalspielerin
- Elvira de Hidalgo (1888–1980), spanische Opernsängerin (Sopran) und Gesangspädagogin
- Elvira Hoffmann (* 1941), deutsche Schriftstellerin und Journalistin
- Elvira Holzknecht (* 1973), österreichische Naturbahnrodlerin
- Elvira von Kastilien (Sizilien) (1100–1135), Gräfin und ab 1130 Königin von Sizilien
- Elvira Lantenhammer (* 1956), deutsche Malerin und Künstlerin
- Elvira Lind (* 1981), dänische Filmregisseurin und Drehbuchautorin
- Elvira Lindo (* 1962), spanische Schriftstellerin und Journalistin
- Elvira Madigan (1867–1889), dänische Seiltänzerin
- Elvira Mass (* 1986), deutsche Biologin und Immunologin
- Elvira Mínguez (* 1965), spanische Schauspielerin, Goya-Preisträgerin
- Elvira Nikolaisen (* 1980), norwegische Singer-Songwriterin
- Elvira Notari (1875–1946), italienische Filmregisseurin, Filmproduzentin, Drehbuchautorin und Schauspielerin
- Elwira Nurmustafina (* 1985), kasachische Fußballschiedsrichterin
- Elvira Öberg (* 1999), schwedische Biathletin
- Elvira Orphée (1922–2018), argentinische Schriftstellerin
- Elvira Osirnig (1908–2000), Schweizer Skirennläuferin
- Elvīra Ozoliņa (* 1939), lettisch-sowjetische Leichtathletin
- Elvira Plenar (* 1955), kroatische (Jazz-)Pianistin, Synthesizerspielerin und Komponistin
- Elvira Plüss (* 1953), Schweizer Schauspielerin und Theaterregisseurin.
- Elvira Popescu (1894–1993), rumänische Schauspielerin
- Elvira Possekel (* 1953), deutsche Leichtathletin
- Elvira Rahić (* 1975), bosnische Sängerin
- Elvira „Vi“ Redd (1928–2022), US-amerikanische Saxophonistin und Sängerin
- Elvira Ríos (1914–1987), mexikanische Sängerin und Schauspielerin
- Elvira Rodriguez Puerto (* 1964), kubanische Autorin, Fotografie-, Film- und Performancekünstlerin
- Elvira Sastre (* 1992), spanische Schriftstellerin
- Elvira Schalcher (1923–2018), Schweizer Schauspielerin und Hörspielsprecherin
- Elvira Scheich (* 1953), deutsche Physikerin und Soziologin
- Elvira Schmidt (* 1970), österreichische Politikerin (SPÖ)
- Elvira Schuster (* 1948), deutsche Schauspielerin, Synchron- und Hörspielsprecherin
- Elvira Steppacher (* 1963), deutsche Autorin und Medienmanagerin
- Elvira Topalovic (* 1965), deutsche Germanistin
- Elvira von Toro (1038–1099), Infantin von León, Tochter Ferdinands I. von León
- Elvira Weigel (1927–1995), österreichische Schauspielerin
- Elvira Werner (* 1952), deutsche Kulturwissenschaftlerin

Zwischenname
- Maria Elvira Salazar (* 1961), US-amerikanische Fernsehmoderatorin und Politikerin
- Hilda Elvira Santiago (* 1947), kubanische Pianistin, Komponistin, Chorleiterin und Musikpädagogin

## Weinreben
- Elvira (Rebsorte)